# コン・エクスプレス
『コン・エクスプレス』（原題：CON EXPRESS）は、アメリカ合衆国の映画作品。

## キャスト
※括弧内は日本語吹き替え
- アレックス - ショーン・パトリック・フラナリー（相沢正輝）
- スミアノフ - アーノルド・ヴォスルー（青山穣）
- エイアル・ポデール
- ジョエル・ウエスト
- ナタリア - ウルスラ・カーヴェン（沢海陽子）
- バーンズ - ティム・トマーソン（長島雄一）
- マイケル・ケイガン